# ChromaDepth

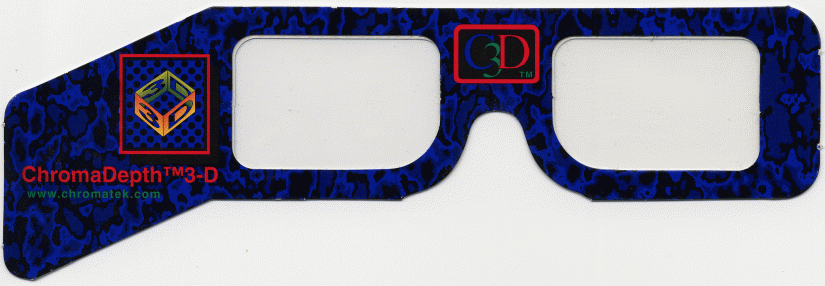
Очки ChromaDepth с призматической плёнкой

ChromaDepth является запатентованной системой от компании Chromatek (дочернего предприятия American Paper Optics с 2002 года), которая производит стереоскопический эффект, основанный на разной дифракции цвета, прошедшего через специальную призму - в виде голографической плёнки, вставленной в очках. Эти очки намеренно усиливают хроматическую аберрацию и создают иллюзию того, что цвета занимают разные позиции в пространстве: красный - впереди, а синий - сзади. Это особенно хорошо работает с небом, морем или травой в качестве фона и более красными объектами на переднем плане.

## Технические детали
Благодаря компьютерному травлению может быть создана технология создания тонких пластиковых листов с тысячами микроскопических «призменных» линз, которые могут увеличивать или рассеивать свет. Поскольку фиолетовый свет преломляется больше, чем красный, некоторые линзы могут искажать изображение, они не фокусируют все цвета в одной точке. Это искажение называется хроматической аберрацией.
Один тип травления плёнки создаёт линзы, которые намеренно усиливают эту аберрацию, разделяя цвета изображения в разные точки схождения в поле зрения. Это запатентованный процесс, называемый ChromaDepth ™. Очки с дифракционными линзами ChromaDepth ™ создают искусственную визуальную глубину. «Теплые» цвета в направлении инфракрасного конца спектра кажутся ближе, а «холодные» цвета в направлении фиолетового - ещё дальше.
Любому цветному 2D-фрагменту можно придать трёхмерный эффект, если использовать цветовую гамму, когда передний план красный, а фон синий. В глубину схема следует спектру видимого света, от красного до оранжевого, жёлтого, зелёного и синего. Это означает, что любой цвет при просмотре ассоциируется с определённой глубиной. В результате ChromaDepth лучше всего работает с искусственно созданными или улучшенными изображениями, поскольку цвет указывает глубину.
В отличие от анаглифных изображений или поляризации, создание реальных изображений ChromaDepth без ручного улучшения практически невозможно, так как камеры не могут изобразить истинную глубину; большинство других трёхмерных схем используют концепцию стереопсиса, Однако это также даёт изображениям ChromaDepth явное преимущество: в отличие от схем на основе бинокулярного зрения, которые требуют двух изображений, ChromaDepth содержит информацию о глубине в одном изображении, что устраняет ореолы, которые видны в других схемах при попытке их просмотра без 3D-очков. Таким образом, изображения ChromaDepth можно удобно и разборчиво просматривать без очков, даже если без них эффект 3D не будет заметен.
Сложности, связанные с подвижным изображением, позволяют использовать методику только для рисованных иллюстраций – комиксов или обучающих книг. Попытки применения ChromaDepth в кино не привели к успеху.

## История
ChromaDepth ™ 3-D был изобретён американским исследователем Ричардом Стинбликом после того, как он заметил, что яркие цвета на экране в видеоигре TEMPEST, казалось, лежали в разных плоскостях глубины. Это вызвало стремление превратить этот эффект, известный как хромостереоскопия, в практический метод получения трёхмерных изображений. В течение восьми лет экспериментов Стинблик создал пластиковые призмы, стеклянные двойные призмы, призмы Френеля и жидкую оптику, используя глицерин и китайское масло корицы, которые содержались в стеклянных ячейках клиновидной формы. Эти жидкие стёкла работали очень хорошо, но не подходили для массового производства. Г-н Стинблик и его деловой партнёр, доктор Фредерик Лаутер, собирались сдаться, когда их внимание привлекла новая оптическая разработка. Исследователи из Массачусетского технологического института (MIT) разработали бинарную оптику; способ изготовления очень тонкой дифракционной оптики с эффективностью рефракционной оптики.
Оптические устройства используют отражение, преломление или дифракцию света. Оптика, использующая преломление, например линзы, обычно предназначена для уменьшения преломления. Бинарная оптика, содержащаяся в 3D-очках ChromaDepth ™, сочетает в себе преломление и дифракцию для создания тонкой линзы, которая действует как толстые стеклянные призмы. После двух лет опытно-конструкторских работ с MIT было найдено производственное решение ChromaDepth ™ 3-D.
Объективы ChromaDepth ™ были впервые использованы в коммерческих целях в июне 1992 года.

## Использование в СМИ
В 1997 году американская сеть кабельного телевидения Nickelodeon распространяла очки Chromadepth на Blockbuster Video и через некоторые продукты Kraft , которые можно было использовать для специальных 3D-сегментов в новых программах, называя очки «Nogglegoggles» и 3D-формат «Nogglevision». Рок-группа KISS использовала процесс Chromadepth для альтернативной версии музыкального видео для своего сингла Psycho Circus 1998 года , выпустив его на VHS с бесплатной парой очков для просмотра. Очки Chromadepth также использовались музыкальным каналом VH1 « Я люблю 80-е годы».
Очки Chromadepth использовались и распространялись для некоторых домов с привидениями и достопримечательностями при проведения Хэллоуина для дополнительной визуальной привлекательности. Многочисленные книги, специальные публикации, рекламные подарки и детские игрушки были выпущены для использования с очками Chromadepth, в частности, линейки 3D-игрушек и игрушек Crayola и Melissa & Doug, а также в продуктах 3D от Disney 3D: Toy Story 3 и других.